# Kavčí plácek
Kavčí plácek (dříve též Kavčí trh) je veřejné prostranství v historickém centru města Hradec Králové. Rozprostírá se mezi Malým náměstím a Žižkovými sady.

## Historie
Počátky vzniku Kavčího plácku jsou nejasné. Tradice klade do tohoto prostoru umístění středověkého židovského ghetta, o čemž ve své práci referoval autor první monografie o dějinách Hradce Králové, krajský hejtman Karel Josef Biener z Bienenberka, který ještě mohl pracovat s dnes již nedochovanými písemnými prameny. Důvod pojmenování místa pod názvem Kavčí trh dosud nebyl zjištěn. Nejstarší dochovená písemná zmínka o Kavčím plácku pochází z roku 1532. V roce 1536 bylo místo pravděpodobně vážně poškozeno požárem města. V roce 1544 byla na okraji Kavčího plácku vystavěna mohutná bašta hradeckého opevnění.
V roce 1762 byl Kavčí plácek poškozen rozsáhlým požárem města. Při stavbě hradecké pevnosti ve druhé polovině 18. století byla zbořena renesanční bašta z roku 1544.
V 19. století bylo při domě čp. 121 na Kavčím plácku provozováno venkovní letní divadlo, pro jehož potřeby byl prostor kultivován za přispění hradeckého dramatika Václava Klimenta Klicpery. Mezi Malým náměstím a Kavčím pláckem v domě čp. 120 byla umístěna známá dílna podnikatele Václava Františka Červeného na výrobu dechových hudebních nástrojů. V průběhu 19. století zde stály dvě restaurační zařízení, restaurace s lázní v domě čp. 121 a hostinec "U Sokola" v čp. 122. Ve druhé polovině 19. století byl z Kavčího plácku hlavní vstup do první hradecké sokolovny. V roce 1883 zakoupila dům čp. 121 evangelická církev augšpurského vyznání a zřídila zde studentský penzionát, tzv. Lutherův ústav, pozdější Husův dům.
Lokalita ve 20. století chátrala a postupně došlo ke zboření domů čp. 122 a také budovy sokolovny, ze kterého zůstaly pouze zbytky obvodového zdiva a vstupního portálu.

## Současnost
Místo každoročně ožívá především během konání open air koncertů a představení v rámci Mezinárodního divadelního festivalu Regiony. Od roku 2019 se zde nachází scéna, která představuje dnem vzhůru otočenou loď. Scénu provozuje spolek Lodivadlo - Boatheatre, z.s.

## Budovy
Jedinou budovou, která má dnes adresu na Kavčím plácku, je modernistický Husův dům.